# Französische Süd- und Antarktisgebiete
Die Französischen Süd- und Antarktisgebiete (französisch Terres australes et antarctiques françaises, TAAF) sind ein französisches Überseegebiet. Sie gehören nicht zum Schengen-Raum.

## Geographie
Das Territorium umfasst den Kerguelen-Archipel, die Inseln Amsterdam und Sankt Paul, die Crozetinseln, das Adélieland sowie seit 2007 die tropischen Îles Éparses. Die Zugehörigkeit des Adélielands zum Territorium ist völkerrechtlich jedoch nicht anerkannt. Im Gebiet südlich von 60 Grad südlicher Breite übt Frankreich seine Gebietshoheit daher nur im Rahmen der Bestimmungen des Antarktisvertrages von 1959 und des Umweltschutzprotokolls zum Antarktis-Vertrag von 1991 aus.
Die Inseln, ausgenommen Îles Éparses, liegen im Indischen Ozean südöstlich von Afrika und haben eine Gesamtfläche von 7.633 km² (7.215 km², 352 km², 58 km² und 8 km²). Das Antarktisgebiet Adélieland umfasst eine Fläche von 432.000 km², die Îles Éparses befinden sich bei Madagaskar und haben eine Fläche von zusammen 43 km².
Die Inseln sind vorwiegend vulkanischen Ursprungs. Der höchste Punkt der Inseln ist der Mont Ross auf den Kerguelen mit 1850 m. Weite Teile von Adélieland erreichen wegen der Dicke des Antarktischen Eisschilds Höhen von mehr als 2000 m.
Das Klima ist entsprechend der jeweiligen geographischen Breite tropisch, gemäßigt, sub-antarktisch oder antarktisch.

## Rechtlicher Status
Das Territorium ist rechtsfähig, gilt aber mangels permanenter Bevölkerung nicht als Gebietskörperschaft. Es hat keine gewählte Versammlung und entsendet keine Vertreter in das französische Parlament. Das Territorium ist kein Teil der Europäischen Union, der Euro ist jedoch offizielles Zahlungsmittel.
Präfekt und oberster Verwalter des Territoriums ist seit 2020 Charles Giusti mit Sitz in Saint-Pierre auf Réunion außerhalb des Territoriums.

## Verwaltungsgliederung
Das Territorium entstand 1955 durch Ausgliederung der Inseln Sankt Paul und Amsterdam, der Kerguelen, der Crozetinseln sowie Adélielands aus der damaligen französischen Kolonie Madagaskar. Es gliederte sich in zunächst vier, seit 2007 mit den Îles Éparses fünf Distrikte, die von Distriktverwaltern geleitet werden. Ein Distriktverwalter hat ähnliche Aufgaben wie ein französischer Bürgermeister. Hierzu gehören Registrierung von Geburten und Sterbefällen sowie Polizeiaufgaben.
| Distrikt                 | INSEE-Code | Hauptort                    | Bevölkerung(1) | Fläche [km²] | AWZ [km²] |
| ------------------------ | ---------- | --------------------------- | -------------- | ------------ | --------- |
| Sankt Paul und Amsterdam | 984 11     | Martin-de-Viviès-Station(4) | 29             | 66           | 502.533   |
| Kerguelen                | 984 12     | Port-aux-Français(4)        | 60             | 7.215        | 563.869   |
| Crozetinseln             | 984 13     | Alfred-Faure-Station(4)     | 18             | 352          | 567.475   |
| Adélieland(2)            | 984 14     | Dumont-d’Urville-Station(4) | 33             | 432.000      | 112.000   |
| Îles Éparses(3)          | 984 15     | Saint-Pierre(5)             | 48             | 43           | 640.964   |
| TAAF gesamt              | 984        | Saint-Pierre(5)             | 188            | 439.676      | 2.386.841 |

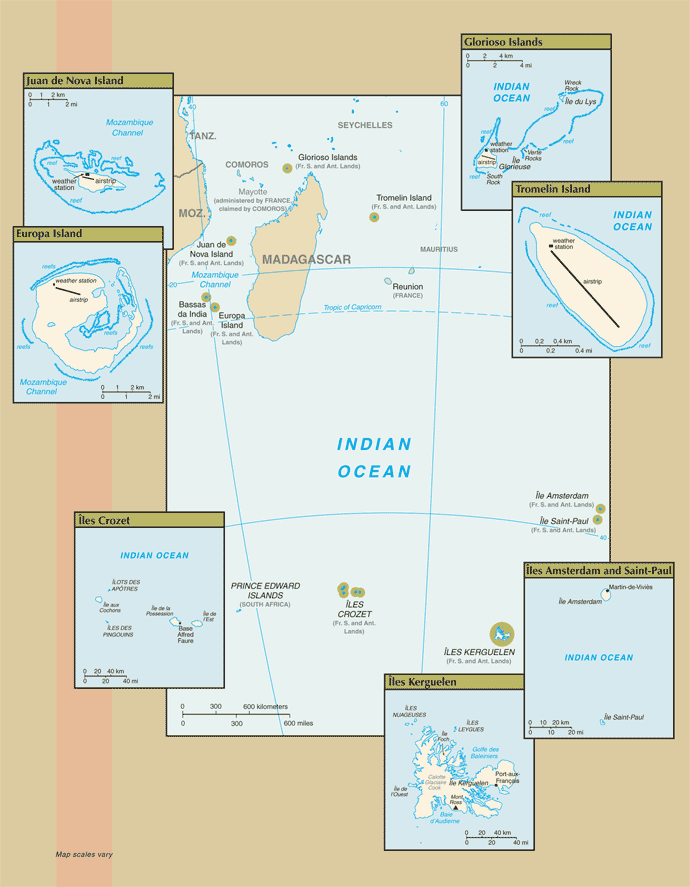
Lage und Karten der Gebiete (ohne Adelieland)

(1) geschätztes Personal der Forschungsstationen während des antarktischen Winters sowie Besatzung der Militärstützpunkte

(2) Das Adélieland befindet sich auf dem antarktischen Festland und unterliegt damit dem Antarktisvertrag.

(3) Seit dem 21. Februar 2007 sind diese Inseln als fünfter Distrikt in das Territorium eingegliedert.

(4) Forschungsstation

(5) formeller Verwaltungssitz, außerhalb des Territoriums auf der Insel Réunion gelegen

## Bewohner
Das Gebiet hat keine permanenten Einwohner. Rund 140 Forscher überwintern in vier antarktischen und subantarktischen Forschungsstationen. Diese Zahl kann sich während der dortigen Sommermonate verdoppeln.
Hinzu kommt die Besatzung der Militärstützpunkte auf drei der Îles Éparses, die sich insgesamt auf 45 beläuft, sowie die dreiköpfige Zivilbesatzung auf Tromelin.

## Wirtschaft
Das Wirtschaftsleben der Gebiete ist sehr gering. Es handelt sich vor allem um den Bau und die Instandhaltung der Forschungsstationen. Außerdem dienen die Inseln als Ausgangspunkt für den Fischfang. Der wichtigste Handelspartner ist Frankreich.
TAAF gibt seit 1955 eigene Briefmarken heraus, die bis 1974 eine Währungsangabe in Réunion-Franc aufwiesen.